# Loupiac (Gironde)
Loupiac  egy francia település Gironde megyében az Aquitania régióban. Lakosainak száma 1087 fő (2022. január 1.).

## Adminisztráció
Polgármesterek:
- 2008–2020 Lionel Chollon

## Demográfia
| Lakosok száma | 890  | 981  | 990  | 939  | 1167 | 1132 | 1112 | 1118 | 1106 | 1087 |
|               | 1968 | 1982 | 1990 | 2006 | 2013 | 2015 | 2017 | 2019 | 2020 | 2022 |

## Látnivalók
- Chateau du Cros
- Saint-Pierre templom